# Fountain Springs
Fountain Springs és una concentració de població designada pel cens dels Estats Units a l'estat de Pennsilvània. Segons el cens del 2000 tenia 100 habitants.

## Demografia
Segons el cens del 2000, Fountain Springs tenia 100 habitants, 47 habitatges, i 29 famílies. La densitat de població era de 1.287 habitants per quilòmetre quadrat.
Dels 47 habitatges en un 21,3% hi vivien nens de menys de 18 anys, en un 48,9% hi vivien parelles casades, en un 8,5% dones solteres, i en un 36,2% no eren unitats familiars. En el 31,9% dels habitatges hi vivien persones soles el 17% de les quals corresponia a persones de 65 anys o més que vivien soles. El nombre mitjà de persones vivint en cada habitatge era de 2,13 i el nombre mitjà de persones que vivien en cada família era de 2,7.
Per edats la població es repartia de la següent manera: un 16% tenia menys de 18 anys, un 4% entre 18 i 24, un 30% entre 25 i 44, un 25% de 45 a 60 i un 25% 65 anys o més.
L'edat mediana era de 45 anys. Per cada 100 dones de 18 o més anys hi havia 86,7 homes.
La renda mediana per habitatge era de 50.750 $ i la renda mediana per família de 53.333 $. Els homes tenien una renda mediana de 27.321 $ mentre que les dones 21.250 $. La renda per capita de la població era de 18.890 $. Cap de les famílies estaven per davall del llindar de pobresa.

## Poblacions més properes
El següent diagrama mostra les poblacions més properes.